# Hradecký slunovrat
Festival Slunovrat (dříve Hradecký slunovrat) je multižánrový hudební a kulturní  festival, který se koná dvakrát ročně v historickém prostředí města Opavy (do roku 2021 v prostředí státního zámku v Hradci nad Moravicí). Součástí festivalu jsou koncerty diskuze, přednášky, charitativní projekty, výstavy a dílny. První ročník festivalu proběhl v roce 2014 coby oslava kulatých narozenin zakladatele festivalu Václava Müllera. Kromě letního festivalu, který probíhá pravidelně na konci června, se každoročně koná také zimní verze festivalu zvaná Slunovrat Winter Edition v listopadu. Festival také dlouhodobě spolupracuje s Charitou Opava.

## Výběr účinkujících hudebníků
Za dobu existence festivalu na scénách vystoupili  špičkoví interpreti české i zahraniční hudební scény, např. Erik Truffaz Quartet (CH), Habib Koité a Bamada (MALI), Värttinä (FIN), Anthony B Band (JAM), Parno Graz (HUN), Džambo Aguševi Orchestra (MKD), Vołosi (PL), Irdorath (BY), Irek Głyk Vibes Expression (PL), Gerald Clark (JAR), David Koller, Mňága a Žďorp, František Skála a Provodovjané, Priessnitz, Kafka Band, Dan Bárta & Illustratospehre, Laco Déczi a Celula New York, Iva Bittová & Vladimír Václavek, Hradišťan, Zrní,  Lenka Dusilová, Jiří Schmitzer, DJ Floex feat. Robot Josef, Clarinet Factory, Prago Union, Majerovy brzdové tabulky, Midi Lidi, -123min, Robert Křesťan a Druhá tráva, Dunaj, Ventolin, Bachtale Apsa a Bára Hrzánová, Sto zvířat, Tara Fuki, Už jsme doma, Jan Spálený & ASPM, Houpací koně, Manon Meurt, Jablkoň, Longital, Ladě a mnoho a mnoho dalších. Na festivalu také vznikají nové projekty a spojení. Svůj první  společný koncert zde například odehrála skupina AG Flek s hostující zpěvačkou Ivou Bittovou. Na festivalu se odehrála premiéra kapely Zvíře jménem podzim, či dua Půljablkoň. 

## Výběr účinkujících na nehudebních scénách
Festival má navázánu blízkou spolupráci s Dejvickým divadlem, které vystupovalo několikrát přímo na festivalu, ale i na večerech pořádaných Slunovratem v Opavě. Herci Dejvického divadla spolu s novinářem Erikem Taberym uspořádali v rámci festivalu také debatu Mluvme spolu. Hostem Slunovratu byl např. světový romanopisec Simon Mawer, globální odbornice na čínské otázky Melissa Chan, velkými příznivci festivalu je spisovatelka Karin Lednická (Šikmý kostel atd.), výtvarník Jaromír 99 či novinář Jaroslav Kmenta. S dalších vystupujících jmenujme Martinu Viktorii Kopeckou,  katolické kněží Marka Orko Váchu, Josefa Suchára a Zbigniewa Czendlika, režiséra Václava Marhoula, novináře Jakuba Szantó. Hostem festivalu byl také spisovatel Jaroslav Rudiš,  výtvarnice Kateřina Šedá, Lucie Seifertová, David Vávra, Miroslav Karas, Miroslav Kemel a mnoho a mnoho dalších. 
Mezi další nehudební program patří Gastro zóna, která každoročně nabízí svým návštěvníkům festivalové víno bílé i červené Cuvée Slunovrat, které pro festival vyrábí Vinařství Krásná hora.[zdroj?]

## Welcome stage
Welcome stage je jednou ze specialit festivalu Slunovrat. Účinkující na tuto scénu jsou vybírání prostřednictvím konkurzu. Je skvělou příležitostí pro mladé nadějné a dosud neobjevené talenty všech hudebních žánrů. O účast ale usilují také profesionální a již zavedení hudebníci. Velkým přínosem pro muzikanty účinkující na této scéně je i to, že často díky vystoupení na Slunovratu získají další možnosti koncertů, jelikož festival mimo jiné navštěvují také četní dramaturgové a hudební publicisté.
Přihlásit se do konkurzu z něhož vzejdou účinkující na této scéně je možné každý rok od prvního října do konce roku.  Deset vybraných kapel či písničkářů si pak zahraje na Welcome stage, která je umístěna v neplacené zóně za opavským kostelem svatých Janů. Devět z přihlášených interpretů vybere hudební redaktor Radia Proglas Milan Tesař, jednu coby divokou kartu za festival Slunovrat šéf Welcome stage. Jeden z vybraných účinkujících pak následující rok vystoupí i na jedné z hlavních scén festivalu Slunovrat 2024. Všichni interpreti budou prezentováni ve vysílání Radia Proglas i dalších médiích. Zájem o hraní na této scéně je značný, v rekordním ročníku bylo na tři sta zájemců přihlášených do konkurzu. Samotný postup do finálové desítky tedy již svědčí o velké kvalitě interpreta. 

## Další aktivity festivalu Slunovrat
Festival přesahuje i do kulturního dění mimo samotný festivalový víkend. Organizuje řadu májových koncertů, které předcházejí samotnému festivalu. Celoročně  pořádá  kulturní Večery s Hradeckým slunovratem, na kterých představuje opavskému publiku umělce z různých hudebních žánrů.[zdroj?]

## Seznamy vystupujících

### Ročník 2019
Värttinä (FIN), Ventolin, Už jsme doma, Manon meurt, Fifidroki (PL), Jiří Plocek, František Stárek Čuňas, Jaroslav Kmenta – novinář, Šoulet, Ciśnienie (PL) 
Sto zvířat, Midi Lidi, Kafka Band, Dunaj, Tara Fuki, Irdorath Fantasy-Folk Band (BY), Ghost of You, Jarret, Milostné vzpomínky na Čp. 8, Narajama, Sun+Dead, Jaroslav Rudiš, RADIO IVO, The Party Is Over (PL), Hmlisto (SK). 

### Ročník 2018
Iva Bittová, Zrní, Longital, Vladimír Václavek, Živé květy, Cermaque, 1flfsoap, Noir Voir, Vlatava, Diva Baara, The Odd Gifts, Gerald Clark, Beránci a vlci, Jaroslav Hutka, CAT a kapela, Illustratospehe, Dan Bárta, Places, Anatol Svahilec, Jaromír 99, Under the skin, Andband, Signály, Fifidroki, Z pramene Radbuzy, Šamanovo zboží, Sacagawea, Yedhaki:Nautika, Plachý Host, Kazachstán. 

### Ročník 2017
Vołosi, Priessnitz, Please The Trees, Katarzia & Band, Houpací koně, Bratři Orffové, Jitka Šuranská, Čankišou, Killiekrankie, Zvíře jménem Podzim, Mucha, Člověk pokrokový (Bonus & Mary C), Lucie Seifertová, Martina Trchová & Tri, Archívny chlapec, Jananas, Vladimír Merta Tri, Ille,  Mary C, Bonus, Terne Čhave, Prune, Break Falls, Jan Hrubý, Ondřej Fencl, Jay Delver, Will Eifell, LadyPraga, Jindřich Černohorský, Disneyband, Noemiracles, Tamala, Plyš, Evolet, Original Sin,  Hedvika & Harnach, Černý čaj, Boosta Grande.

### Ročník 2016
Hrozen, Bonsai č.3, Stinka, A. M. Úlet, Květy, Plyš, Hana Fatamorgana, Krystyna a přátelé, Ivan Hlas trio, Isara, David Stypka & Bandjeez, Tamaral, Yellow sisters, Huménečko, Jiří Míža, AGU, Přetlak věku, Petr Linhart, the weathermakers, Vložte kočku, The Honzíci, Katarína Koščová, Creaticity, DNA Brothers, Jakub Noha band, Epydemye, Sova & Slamák, Disneyband (DDB), Jitka Šuranská, Kupodivu, O5 a Radeček, Světlo, Jablkoň, Archívny Chlapec, Aeronaut, Kittchen.

### Ročník 2015
Lenka Dusilová, Jiří Schmitzer, Post-Hudba, Marek Dusil Blend, Honza Žamboch, Marcel Kříž, Pavel Tabásek, Ponk, Noca, Tamaral, Hynek Kočí, Kieslowski, Kaya, Kupodivu, Monty, Sova & Slamák,  Iris, Biopop, Rendez-fou, Jana Štěpánková, Ladě, Petr Brousil, Petra Göbelová, XXLive, DNA Brothers, Druga, Saša Niklíčková, Fofrklacek, Hana Fatamorgana, Půljablkoň, Beata Bocek, Helemese, Karolína Kamberská, Happy to meet, Jan Kunze a Hičhaikum projekt, V kapse myš, Naopak. 

### Ročník 2014
AG FLEK, Malá Lesní,  Půljablkoň,  Michal Němec a Marie Puttnerová, Jan Burian, Žamboši,  Petr Linhart, Karolína Kamberská, BORIS - Bubenický orchestr Ivo Samiece, Tabáskova partyja, Vrkoč, Tamaral, NOCA. 